# Isachne conferta
Isachne conferta är en gräsart som beskrevs av Elmer Drew Merrill. Isachne conferta ingår i släktet Isachne och familjen gräs. Inga underarter finns listade i Catalogue of Life.